# 보르고마조레
보르고마조레(이탈리아어: Borgo Maggiore)는 산마리노의 지방자치체이다. 티타노산 기슭과 접하며 인구는 6,890명(2016년 기준), 면적은 9.01km2이다. 6개 마을을 관할하며, 도가나 다음으로 산마리노 제2의 도시이다.

## 지리
보르고마조레는 마라노와 파에타노로 이어지는 리오카키아벨로 (Rio Cà Chiavello) 협곡부터 아우사 강 유역까지 뻗어 있다. 티타노산의 일부 기슭도 지자체 내에 들어가 있다. 보르고마조레의 최고 고도는 해발 514m이다.
행정 구역상으로는 산마리노 내에 위치한 세라발레, 도마냐노, 파에타노, 피오렌티노, 산마리노 시, 아콰비바와 접하며, 이탈리아 베루키오와도 경계를 이루고 있다.

## 역사
보르고마조레라는 이름이 문헌에 처음 등장한 것은 1879년이다. 19세기 말에는 산마리노에서 가장 인구가 많은 도시로서 주요 마을로 기능하였다. 20세기에 들어서면서부터는 지역 청사가 설치되었다. 한때 로마에서 도망쳐 나온 주세페 가리발디와 그의 부인인 아니타 가리발디가 은신해 있던 곳으로도 유명하다.
옛날에는 '메르카탈레'(Mercatale, 장터)란 이름으로 불렸으며 오늘날까지도 산마리노의 주요 상업마을로 남아 있다. 이곳에 티타노산으로 올라가는 케이블카가 설치되어 있으며 산마리노 시로 갈 수 있다. 보르고마조레에는 산마리노 유일의 헬리포트와 맥도날드 매장도 설치되어 있다. 산마리노에서 가장 큰 마을은 아니지만 산마리노 시와 인접해 있는 탓에 도시 못지않은 상업지구가 조성되어 있다.

## 명소

### 종교 시설
- 옛 수프라조 교회 (성 안티모 축성)[2]
- 산투아리오 델라 베아타 베르지네 델라 콘솔라치오네 교회
- 산투아리오 델 쿠오레 임마콜라토 디 마리아 아 발드라고네

### 기타 시설
- 마을 종탑 - 1896년 건축가 프란체스코 아추리가 세운 것.
- 콘코르디아 극장
- 도메니코 마리아 벨초피의 생가

## 자매 도시
- 몰타 주리 (2007년)
- 이탈리아 카타니아 (2015년)